# 윌리엄 콘래드

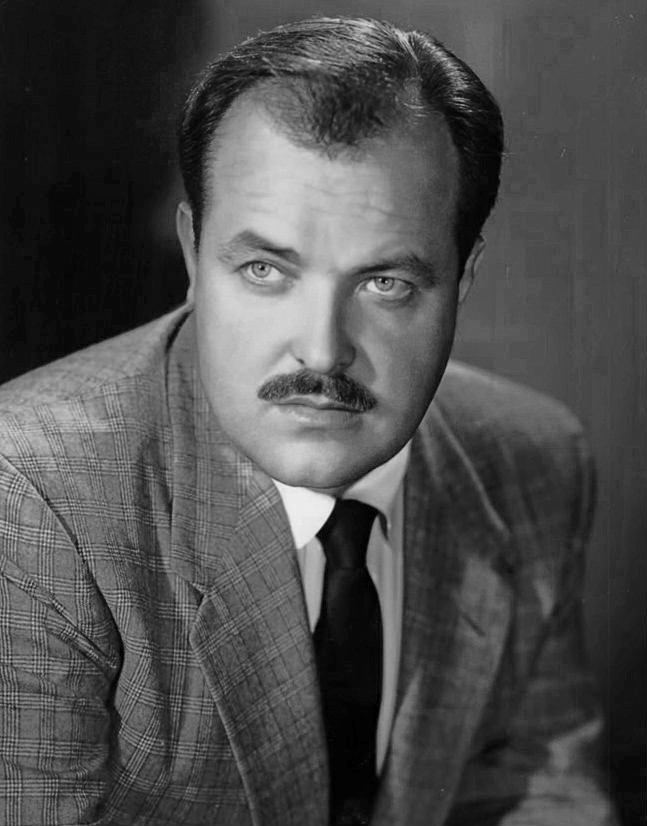

윌리엄 콘래드(William Conrad, 1920년 9월 27일 ~ 1994년 2월 11일)는 미국의 텔레비전 감독, 배우, 영화 감독, 성우, 영화 제작자이다.
루이빌에서 태어났으며 노스할리우드에서 사망하였다. 사인은 심부전이다. 포리스트 론 메모리얼 파크에 매장되었다.

## 작품 목록
- 더 박스 (2009년)
- 허드슨 호크 (1991년)
- SOS 특급작전 (1983년)
- 사이드 쇼 (1981년)
- 대참사 (1978년) - 나레이터 역
- 추바스코 (1968년)
- 카운트다운 (1968년)
- 전쟁 영웅의 공포 (1967년)
- 투 원 어 길러틴 (1965년)
- 마이 블러드 런스 콜드 (1965년)
- 브레인스톰 (1965년)
- 발지 대전투 (1965년) - 나레이터 역
- 징기스칸 (1956년)
- 네이키드 정글 (1954년)
- 사막의 노래 (1953년)
- 크라이 댄저 (1951년)
- 원 웨이 스트리트 (1950년)
- 텐션 (1950년)
- 이스트 사이드, 웨스트 사이드 (1949년) - Lt. 제이코비 역
- 애니 넘버 캔 플레이 (1949년)
- 투 더 빅터 (1948년)
- 살인 전화 (1948년)
- 육체와 영혼 (1947년)
- 살인자들 (1946년)

### 텔레비전
- 도망자 (1963년)
- 서부의 파라딘 (1957년)
- 별들의 전쟁 - 파일롯 (1979년)
- 별들의 전쟁(영어판) (1979년)
- 불타는 서부 - 78년 시리즈 (1978년)
- 하이웨이맨 - 시리즈 (1987년)
- 호텔 - 시리즈 (1983년)
- 총알 탄 사나이 - TV 시리즈 (1982년)
- 불타는 서부 - 77년 시리즈 (1977년)
- 명탐정 바나비 존즈 (1973년)
- 선셋 77번가 (1958년)
- 딜론 보안관 (1955년)
- 총알 탄 사나이